# Aozumi
Aozumi (jap. 青墨, wörtlich: blaue Tinte) ist eine moderne Flüssigtusche aus Japan. Die billigeren Sorten werden aus Kiefernholzruß, die teureren aus Sesamöl oder Kamelienöl gewonnen.
Siehe auch: Stangentusche, Perltusche